# Ägghättemossa
Ägghättemossa (Orthotrichum patens) är en bladmossart som beskrevs av Bruch och Bridel 1827. Ägghättemossa ingår i släktet hättemossor, och familjen Orthotrichaceae. Enligt den finländska rödlistan är arten akut hotad i Finland. Enligt den svenska rödlistan är arten starkt hotad i Sverige. Arten förekommer i Götaland och Svealand. Arten har tidigare förekommit på Gotland men är numera lokalt utdöd. Artens livsmiljö är friska och torra naturlundar. Inga underarter finns listade i Catalogue of Life.